# Tr20
Tr20 – parowóz produkcji amerykańskiej używany przez Polskie Koleje Państwowe. Jest to pierwsza seria lokomotyw kupiona przez polski rząd po I wojnie światowej.

## Historia

### Tło historyczne
Ziemie polskie po I wojnie światowej były bardzo zniszczone, w odradzającym się kraju brakowało wszystkiego – bardzo zniszczone były koleje, brakowało taboru i wykwalifikowanych pracowników. PKP, początkowo zmilitaryzowane, przejmowało tabor pozostawiony na ziemiach polskich – najczęściej były to pojazdy uszkodzone bądź zniszczone. Z pomocą przyszedł rząd francuski, który przekazał Polsce 100 zdobycznych parowozów i 2000 wagonów towarowych, głównie niemieckich i austro-węgierskich. Różnorodność taboru oraz brak dokumentacji technicznej bardzo utrudniała uruchomienie kolei.

### Podpisanie kontraktu, budowa i transport do Polski
Rząd polski chciał pozyskać silne towarowe lokomotywy, które musiały być wytrzymałe, mało awaryjne i niezbyt skomplikowane w naprawie. Jednak przemysł europejski, również zniszczony w czasie wojny, nie mógł temu zamówieniu sprostać. Z pomocą przyszli Amerykanie, po testach w USA lokomotywy Tr20 zostały rozebrane na części, okrętami przetransportowane do portu w Wolnym Mieście Gdańsku, a następnie zostały ponownie złożone na terenie Miasta. 

### Służba w PKP w 20-leciu międzywojennym
W Polsce pracowało 175 takich parowozów zbudowanych w dwóch seriach: w pierwszej 150 i drugiej 25. Początkowo zostały przydzielone do lokomotywowni w Warszawie. Odegrały istotną rolę w zapewnieniu logistyki Wojsku Polskiemu w czasie wojny z bolszewicką Rosją.